# Pfarrkirche Zum Hl. Abendmahl

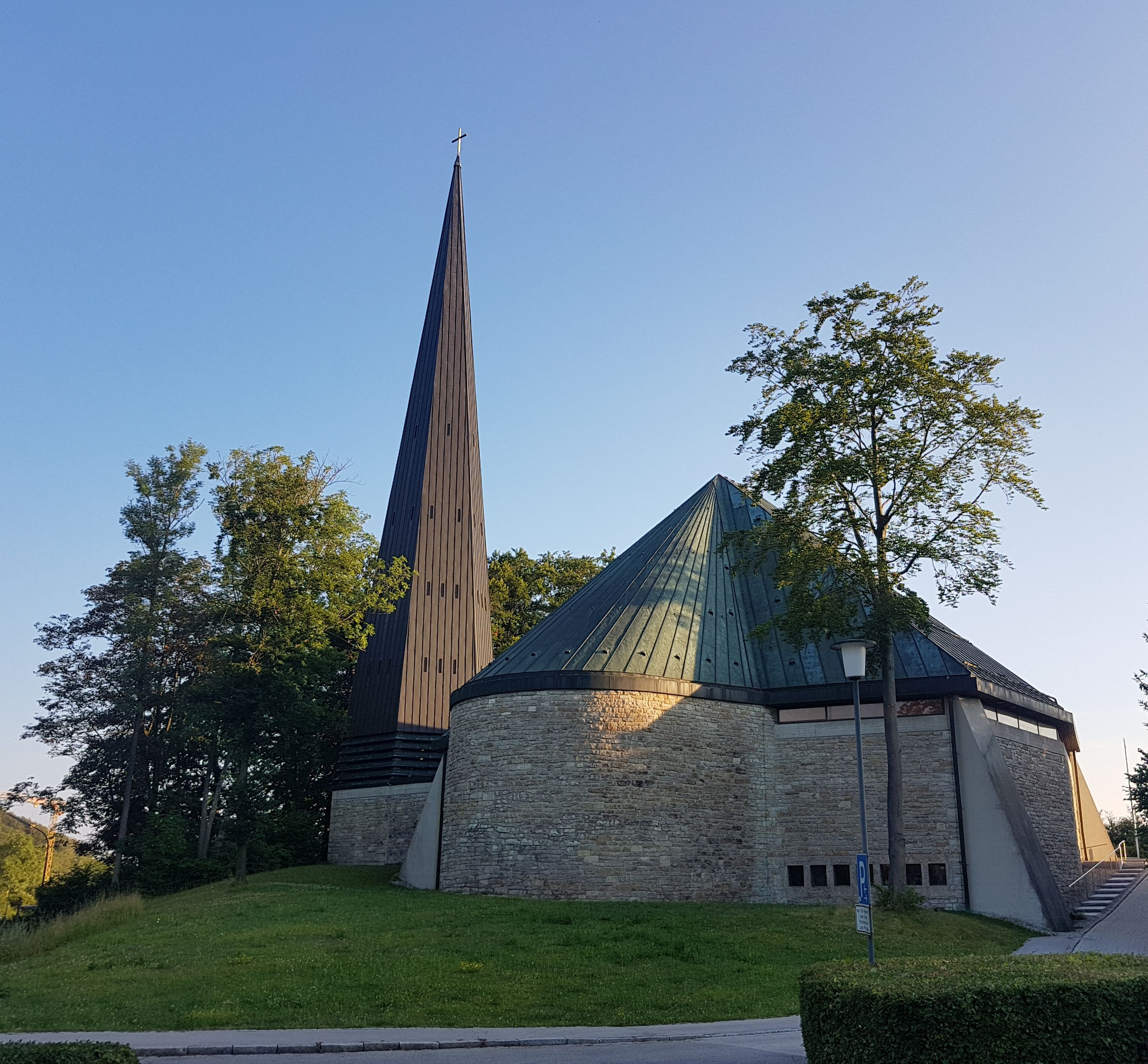
Pfarrkirche Zum Hl. Abendmahl

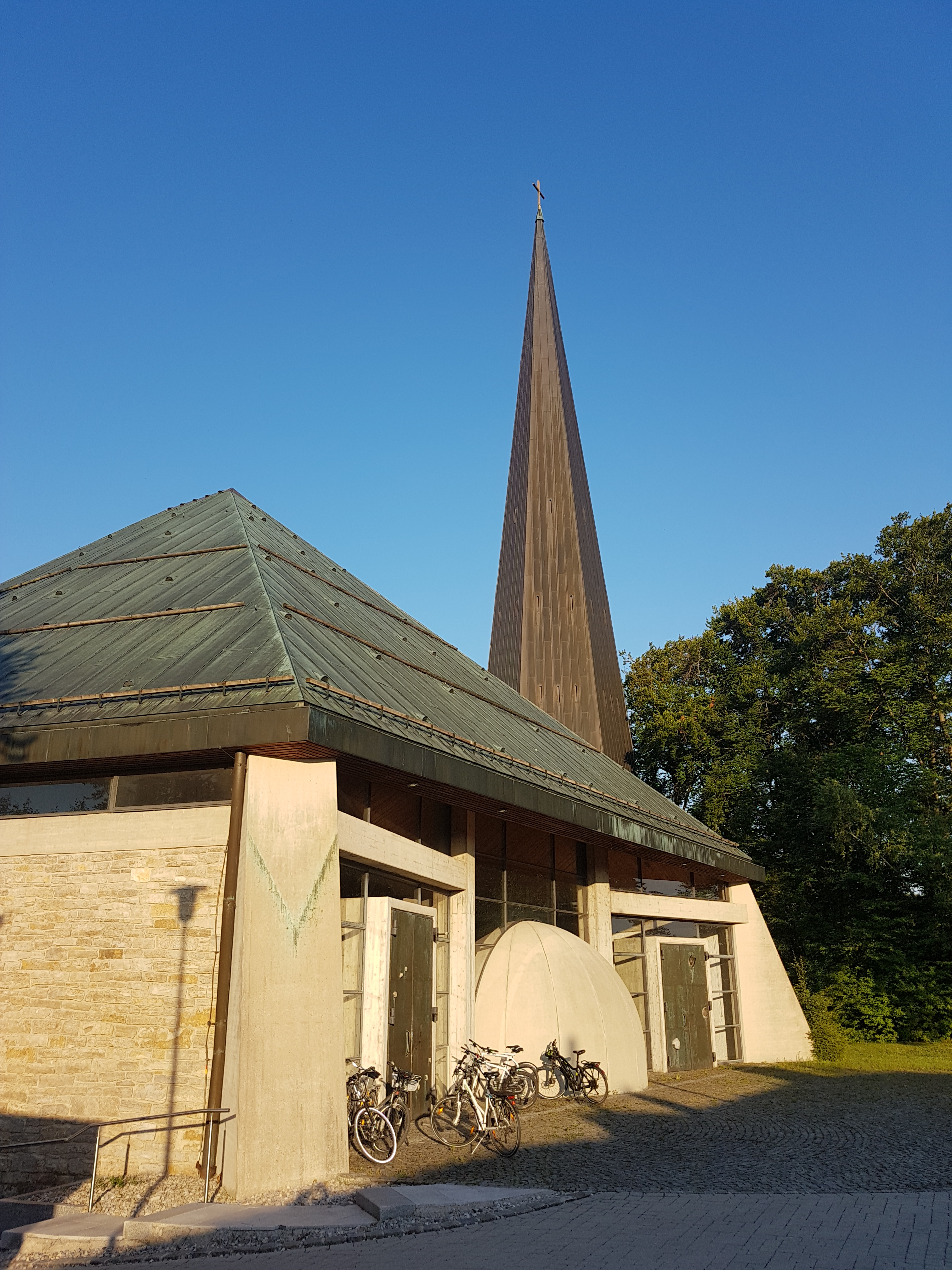

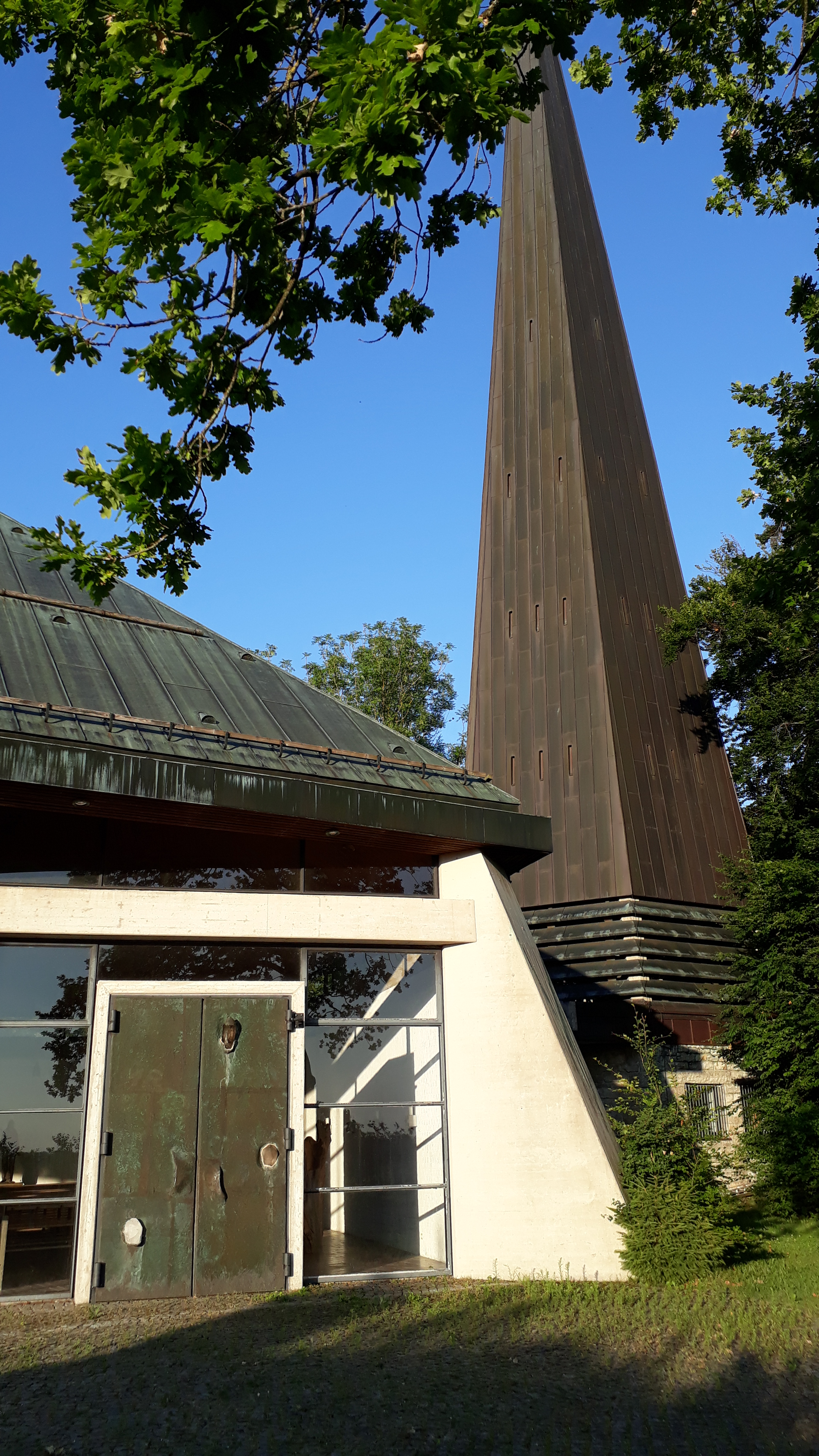

Die römisch-katholische Pfarrkirche Zum Hl. Abendmahl gehört zur katholischen Pfarrei Zum Hl. Abendmahl von Steinebach (Gemeindeteil der Gemeinde Wörthsee) und damit zum Dekanat Starnberg im Bistum Augsburg. Die Kirche wurde am 24. Oktober 1964 eingeweiht.
Die Pfarrei Zum Hl. Abendmahl wurde 1960 gegründet. Sie umfasst etwa 2000 katholische Christen in den Ortsteilen von Wörthsee: Auing, Etterschlag, Steinebach, Walchstadt und Waldbrunn.

## Geschichte
1960 wurden die Dörfer Etterschlag, Walchstadt und Steinebach zu einer katholischen Pfarrgemeinde zusammengeschlossen und die Pfarrei Zum Hl. Abendmahl im September 1960 gegründet. Durch den Bau einer neuen Kirche, die alten bestehenden Dorfkirchen waren zu klein geworden,  sollte die Bewohner der neu geschaffenen Gemeinde zusammengeführt werden und ein geistiges Zentrum entstehen. Die neue Kirche sollte nach dem Wunsch des Pfarrers Elmar Schnitzler (1926–2010) durch den Architekten Siegfried Östreicher entworfen werden. Den Architektenwettbewerb gewann jedoch Alexander von Branca. Vom Laiengremium wurde jedoch der Entwurf von Östreicher bevorzugt und sodann mit einigen Änderungen auch ausgeführt. Die ursprünglich geplante Orgel und die Sängerempore fielen weg sowie die eingeplanten Chorschranken.
Der Grundstein für die neue Kirche wurde am 25. Mai 1963 gelegt. Die Weihe wurde am 24. Oktober 1964 von Bischof Josef Stimpfle vorgenommen.

## Lage
Die Pfarrkirche steht etwa 250 Meter nordöstlich oberhalb des Wörthsees am Hang, umgeben von altem Baumbestand. Sie ist direkt an der St 2348 (Etterschlager Straße) im Ortsteil Steinebach am Wörthsee und an der Schnittstelle der Ortsteile Steinebach, Walchstadt und Etterschlag gelegen. Der zur Pfarrei gehörende Kindergarten ist von der Kirche in nördlicher Richtung etwa 70 Meter entfernt.

## Architektur

### Außen
Die Pfarrkirche Zum Heiligen Abendmahl ist mit dem fast vollständig verglasten Haupteingang nach Südwesten, zum Wörthsee gerichtet und von der Hauptstraße abgewandt. An den anderen Seiten ist der Kirchenbau geschlossen und mit bruchrauem Muschelkalk verkleidet. Dadurch entsteht der optische Eindruck eines Wehrbaus.
Der 32 Meter hohe Turm mit hohem, kupferbeschlagenem Spitzhelm und mit einem sechseckigen Grundriss ist über die separate Sakramentskapelle mit der Kirche verbunden und von der Kirche abgerückt.
Die Kirche besticht auch architektonisch mit der ungewöhnlichen Raumfigur (polygonaler Grundriss), dem freistehenden Altar und dem separaten Sakramentshaus. Es handelt sich bei dieser Pfarrkirche um eine der frühesten Kirchen im Bistum Augsburg, die den stützenfreien, zentralräumlichen Baugedanken und die Zeltsymbolik umsetzt.

### Innen
Zwischen den beiden südwestlichen Hauptportalen befindet sich die Taufkapelle. Im Untergeschoss ist in der Ausführung einer Krypta eine Werktagskirche eingerichtet.
Die dreifach gestufte Altarinsel mit dem freistehenden, blockhaften Hauptaltar wurde von Blasius Gerg geschaffen. Michael Veit fertigte das Sakramentshäuschen, während Paul Fuchs die Apostelleuchter und -kreuze gestaltete. Der Osterleuchter, der Ambo und der Altar der Unterkirche stammen von Fritz Wegmann. Diese Ausstattung der Bauzeit wurde im Lauf der Jahrzehnte ergänzt und in Teilen auch ausgetauscht: Die unkonventionelle Marienstatue von Johannes Dumanski ersetzte man unlängst durch eine Figur von Anton Rückel. Diese stand ebenso wie der Tabernakel, der Ambo und die Sedilien der Unterkirche in der Augsburger Moritzkirche – bis zu deren Neugestaltung von 2009 bis 2013. Von Dumanski stammen auch die Bronzeportale, Altarleuchter, das Vortragekreuz und eine Prophetenfigur. Die Wachscollage im Apsisscheitel schuf 1988 Renate Gier. Auch der Ambo im Chor wurde hinzugefügt; der ursprüngliche Evangelienständer steht heute vor dem Tabernakel. Zuletzt erhielt die Kirche 2013 eine Orgel aus der Werkstatt Robert Wech in Buchloe, die an der Stirnwand links der Apsis ihren Ort fand.

## Straße der Moderne
Im Rahmen des Projektes moderner Sakralarchitektur des Deutschen Liturgischen Instituts in Trier wurde die Straße der Moderne ins Leben gerufen. Es wird seit Juli 2015 jede Woche ein moderner Kirchenbau vorgestellt (über 200 katholische und evangelische Kirchen des 20. und 21. Jahrhunderts), wobei für die Projektmitarbeiter die Moderne mit dem Jugendstil beginnt.
Die Pfarrkirche „Zum Hl. Abendmahl“ ist Teil dieses Projekts und wurde am Heilig-Drei-Königstag, 6. Januar 2019, vorgestellt.

## Kindergarten
Zusammen mit dem Bau der Pfarrkirche wurde auch der Bau des Pfarrzentrums und eines katholischen Kindergartens geplant. Es war dies der erste Kindergarten im Ort. Die Einweihung fand zusammen mit der Kirchweihe am 24. Oktober 1964 statt. 1982 bis 1984 fand ein Um- und Erweiterungsbau statt.
Träger des Kindergartens ist die Katholische Kirchenstiftung Zum Hl. Abendmahl in Wörthsee. Vertreten durch jeweiligen Gemeindepfarrer.

## Weitere Kirchen
Weitere katholische Kirchen in Wörthsee, die der Pfarrei Zum Hl. Abendmahl zugeordnet sind:
- St. Martin in Steinebach
- St. Martin in Walchstadt
- St. Nikolaus in Etterschlag